# WOWOWアニメ
本項「WOWOWアニメ」では、日本の民間BS放送局であるWOWOWで放映されているアニメ番組について解説する。
なお、原則としてレギュラー枠で放送される新作アニメを対象とし、同局で放映される劇場版アニメやOVA、長編作品などは含めないこととする。

## 概要

### スクランブルとノンスクランブル
WOWOWで放送されるアニメ番組には、加入者しか視聴できない「スクランブル放送」と、受信環境があれば誰でも視聴できる「ノンスクランブル放送」の区別がある。
スクランブル放送
必ずWOWOWが直接制作に関与し、専門チャンネルのように同一週にリピート放送を行ったり、複数の話数をまとめて集中的に再放送する場合もある。スクランブル放送作品は初期に制作された『ブレンパワード』や『オーバーマン キングゲイナー』といった富野由悠季監督作品、2000年代に制作された『妄想代理人』や『エルゴプラクシー』などの「カッティング・エッジ」と呼ばれる作風を売りにした作品など、多彩なジャンルの良作を生み出し、現在は「アニメプライム」と名付けられた枠で継続して作品を放送している。
ノンスクランブル放送
2021年4月現在はスクランブル放送番組の第1話を宣伝目的でノンスクランブル放送するケースを例外とし、レギュラー番組としては存在していない。
放送していた時期・内容などは#歴史の節で詳述するが、かつてレギュラー放送枠が多数存在していた時期の特徴を簡単に下記に記す。
「スクランブル放送」との特筆すべき違いはリピート放送枠はなく、基本的に1回のみの放送となることと、スポンサーがついていることである。スポンサー絡みのポイントとしては「番組中にCMが挿入される」、「提供クレジット読みが存在する」事。クレジットの読み上げは、2007年までは基本的に男性ナレーターの声で、"This program is(was) presented by the following companies."（「この番組は、以下の各社より提供されます（されました）」という意味）と英語でアナウンスするが、作品によっては、当該作品に出演している声優がアナウンスすることもあった。2019年以降は他の無料局と同様に日本語で「この番組は、ご覧のスポンサーの提供でお送りします（しました）」のアナウンスとなっている。
デジタル放送ではノンスクランブル放送時はCM中も含め、画面上部にWOWOW加入案内メッセージが常時表示される。なお録画視聴ではメッセージは表示されないほか、B-CASカードを抜いてもメッセージは表示されなくなる。

### R-15指定相当
WOWOWでは映倫規定に基づいて、番組に独自のレイティングがなされている。アニメ番組においてもそれは例外ではなく、性的描写や暴力的描写などが目立つ作品については「R-15指定相当」として放送されている。このような作品は深夜帯に放送されたり、番組冒頭に警告文が表示されるなどの措置がとられる。ただしペアレンタルロックなどの処置はされず、あくまで告知に留まる。

### 海外アニメ
基本的に全てスクランブル放送。
一時期、"I Love Disney"というキャッチフレーズを掲げ、ディズニー制作のアニメ作品を注力放送していたが、現在はアニメ映画を時折り少数放送する事が大半となっている。

## 歴史
WOWOWは開局当時からディズニーの名作アニメを中心とした児童向けのアニメを放送していたが、1998年（平成10年）4月からは、より高年齢層のアニメファン向けオリジナル作品をノンスクランブルで放送するようになった（なお後述する「アニメプライム」枠以前に存在していたノンスクランブル放送においては、原則的に制作へは関与しない）。
1998年10月から半年間ノンスクランブルで放映された『カウボーイビバップ』の人気をきっかけに、全国で一斉に同時刻放送（全国放送）できるというメリットを生かし、1999年（平成11年）4月に大幅な拡充が行われ、最盛期には平日19時台というゴールデンタイムに週5つの30分枠を確保するまでに至った。
しかし限られた放映枠を巡る競争は激しく、『THE ビッグオー』のように1クール（約3ヶ月）に短縮されるケースも生じるなど、枠を拡大したために1つの作品に対する成果（ソフトの売り上げ）が落ちてしまったことや、いわゆるUHFアニメや深夜アニメで安価に制作することを望むメーカーの増加といった影響から徐々に放送数は減少し、2003年（平成15年）度には一時期ノンスクランブル枠が無くなる状況も発生した。
その後、地上波深夜アニメが飽和状態に陥った影響（特にフジテレビ『ノイタミナ』発足以前に起こった深夜アニメ枠の崩壊）をうけて、最盛期程ではないものの深夜枠に一定数のアニメ枠が確保されるようになった。2005年（平成17年）頃には「制作協力」という形で関与する作品も出てきた。
2007年（平成19年）頃から、WOWOW深夜ノンスクランブル枠は急速に数を減らしていき、同年夏に放送された『BACCANO! -バッカーノ-』を最後に、約12年間全話をノンスクランブル放送する新作テレビアニメは無くなった。
スクランブルアニメについては一時期（2007年 - 2008年頃）はノンスクランブル放送枠よりも数が多くなっていたものの2008年に放送された『カイバ』以降しばらく放送が途絶え、2012年（平成24年）3月 - 4月にかけて約4年ぶりに完全新作WOWOW独占放送アニメ『オズマ』が放送されたものの、再び無放送の時期が続いた。
※ 以降は下記「アニメプレミア」・「アニメプライム」を参照。

### アニメプレミア
2016年（平成28年）4月より、新作アニメの先行プレミア放送枠が「アニメプレミア」と銘打たれて「WOWOWプライム」に新設、2019年3月までは、この名称で全11作品を放送した（全てスクランブル放送。リピート放送も平日深夜に数回あった）。初回放送時間は時期によって多少変動があり、開始 - 2017年3月までは毎週金曜 22:30 - 23:00で放送。2018年10月 - 12月は毎週土曜 24:00 - 24:30、2018年4月 - 9月および2019年1月 - 3月は毎週金曜 21:30 - 22:00だった。
WOWOWの遠藤裕（制作部所属）によると、2010年代以降、日本のアニメ業界ではアニメのパッケージソフト売り上げが以前より陰りを見せるようになった事でソフト化以外の製作費リクープ（回収）方法を模索するようになる変化的状況が生まれており、新規に（アニメ枠を作って）参入するチャンスを見計らって立ち上げたものであるとのこと。それ以外にも週に数十本近く新作アニメが放送される現状で「何を見たらいいのか判らない」アニメ好きな視聴者に対してのキュレーター（お勧め人）的な役目を受け持ってみたいという意向もあるという。
アニメプレミアでは以前の新作スクランブル放送とは異なり基本的にWOWOW独占放送ではなく、地上波および無料BS放送局と連携し同時期放送する。連携する放送局は主に毎日放送や読売テレビの在阪局かTOKYO MXなどの独立局。連携パターンは作品ごとに異なるので、詳細は下記「#主な放送作品」（2016年以降）か、各作品の項目先の情報を参照。WOWOW主導枠なので基本的に同局での最速放送となる（どれだけ先行放送するかは作品にもよるが、概ね数日 - 1週間ほど）が、2018年4月 - 9月は地上波が最速局となっていた。

### アニメプライム
2019年4月より「アニメプレミア」から名称を改め放送中。開始時間は木曜未明（水曜深夜）0時台に移動した。製作体制については2019年7月期に放送した『胡蝶綺 〜若き信長〜』（全編ノンスクランブル放送で初めてWOWOWが製作委員会に参加）以降、WOWOW主導では無くなっている。基本的な放送体制は「アニメプレミア」時代と概ね同じだが、大半の時期で最速局を地上波各局に譲る形となった。（一部の作品で最速局になった事例あり）
変遷の略史
番組名を変更したことを機に、枠を1時間枠（30分アニメ×2番組）に拡大する。前半（0:00 - 0:30）枠は、約12年ぶりとなる全話ノンスクランブル放送。後半枠（0:30 - 1:00）枠については、「アニメプレミア」時代と同じくスクランブル放送を基本としたものとなる。
2021年1月 - 3月の放送をもってノンスクランブル放送枠は一先ず終了。同年4月期からはスクランブル放送枠のみ継続となる。

## 主な放送作品
- ※印 - R-15指定相当の作品。
- 5.1ch印 - 5.1ch放送（完全デジタル化以前はデジタル放送のみ）。
- ☆印 - 『アニメイズム』枠と同時期放送する作品
- □印 - その他の枠・独立局（基本的にTOKYO MXは入るものとする。入らない場合は付記）およびWOWOW以外のBS局（基本的にBS11は入るものとする。入らない場合は、BS未放送と☆を除き付記）と同時期放送する作品。
  - ◇印 - 無料局ではMBS（『アニメシャワー』枠）、BS11（『ANIME+』枠）、TOKYO MXの3局のみで放送。
- ■印 - 上記「□」に準じるが、関西圏では未放送の場合。

下記は完全デジタル放送化以前の作品についての識別マーク
- ＊印 - デジタル放送では16:9のスクイーズ画面で放送。
- ◎印 - デジタル放送ではハイビジョン放送。

| 放送年 | ノンスクランブル放送枠の作品 | スクランブル放送枠の作品 |
| ------ | --- | --- |
| 1998年 | - 熱沙の覇王ガンダーラ - カウボーイビバップ - アニメコンプレックス - ああっ女神さまっ 小っちゃいって事は便利だねっ - アンドロイド・アナ MAICO 2010 - 南海奇皇（ネオランガ） - 鉄コミュニケイション | - ブレンパワード |
| 1999年 | - 星方天使エンジェルリンクス - デュアル!ぱられルンルン物語 - Arc The Lad - 課長王子 - 魔法使いTai! - THE ビッグオー（第1期のみ） - 今、そこにいる僕 - WILDARMS〜Twilight Venom〜 - アニメコンプレックス - 南海奇皇（第2期） - D4プリンセス - アニメコンプレックス2 - 臣士魔法劇場 リスキー☆セフティ - 鋼鉄天使くるみ - アレクサンダー戦記 | - 星界の紋章 - 人形草紙あやつり左近 |
| 2000年 | - 風まかせ月影蘭 - OH!スーパーミルクチャン - 銀装騎攻オーディアン - BOYS BE… - 妖しのセレス - ゲートキーパーズ - NieA_7 - STRANGE DAWN - HAND MAID メイ - VANDREAD＊ - グラビテーション - 闇の末裔 | - 星界の戦旗 - BRIGADOON まりんとメラン |
| 2001年 | - Tales of Eternia The Animation - 破壊魔定光 - 地球防衛家族 - 魔法戦士リウイ - 新白雪姫伝説プリーティア - GENE SHAFT - 花右京メイド隊 - あぃまぃみぃ!ストロベリー・エッグ - 魔法少女猫（まじかるにゃんにゃん）たると - VANDREAD the Second Stage＊ - X -エックス-（TV版） - おとぎストーリー 天使のしっぽ                                | - The Soul Taker 〜魂狩〜◎ - 星界の戦旗II◎ - パタパタ飛行船の冒険◎ |
| 2002年 | - おねがい☆ティーチャー - G-onらいだーす - フルメタル・パニック! | - オーバーマン キングゲイナー◎ |
| 2003年 | - スクラップド・プリンセス - キノの旅 - おねがい☆ツインズ - まぶらほ | - 獣兵衛忍風帖＜龍宝玉篇＞ |
| 2004年 | - グレネーダー 〜ほほえみの閃士〜＊ - モンキーパンチ漫画活動大写真※＊ | - 妄想代理人 |
| 2005年 | - GIRLSブラボー second season※ - トリニティ・ブラッド＊ - フルメタル・パニック! The Second Raid※・＊・5.1ch - SHUFFLE!※（9話より）・＊ - かりん＊ | - BUZZER BEATER◎ - 戦国英雄伝説 新釈 眞田十勇士 The Animation - 強殖装甲ガイバー |
| 2006年 | - 半分の月がのぼる空＊ - しにがみのバラッド。＊ - 姫様ご用心＊ - 砂沙美☆魔法少女クラブ＊ - ザ・サード 〜蒼い瞳の少女〜＊ - 機神咆吼デモンベイン＊ - イノセント・ヴィーナス＊ - 護くんに女神の祝福を!＊ - 奏光のストレイン＊ | - Ergo Proxy エルゴプラクシー◎ - TOKKO 特公※ - ケモノヅメ◎※ - シュヴァリエ 〜Le Chevalier D'Eon〜◎ - 太陽の黙示録◎ - TOKYO TRIBE2◎※ |
| 2007年 | - ロケットガール＊ - ムシウタ＊ - BACCANO! -バッカーノ!-＊ | - REIDEEN - MOONLIGHT MILE◎ - 鋼鉄神ジーグ◎ - Devil May Cry◎・5.1ch - シグルイ◎※ - 神霊狩/GHOST HOUND |
| 2008年 | | - カイバ |
| 2012年 | | - オズマ |
| 2016年 | | - 迷家-マヨイガ-☆ - ベルセルク（第1期）☆ - 文豪ストレイドッグス□ （第1シーズンに相当するエピソードは一挙放送、第2シーズンに相当するエピソードは『アニメプレミア』枠で放送） |
| 2017年 | | - 風夏□ （関西圏では『アニメシャワー』枠で、東京・関西圏以外の地上局では広テレで放送） - ベルセルク（第2期）☆ - バチカン奇跡調査官□ - ロボマスターズ□ （同時期の地上波放送は無し。アニマックスでも放送、後にBSフジ『アニメギルド』枠でも放送） |
| 2018年 | | - 伊藤潤二『コレクション』□※ - 重神機パンドーラ◇ （『アニメプレミア』では唯一の連続2クール放送作品） - SSSS.GRIDMAN◇ |
| 2019年 | - この音とまれ!■ （第1・第2クールに分割放送。第1は4～6月、第2は10～12月) - 胡蝶綺 〜若き信長〜■ （その他のBS局では『アニメギルド』枠で放送） | - エガオノダイカ□ （関西圏ではytv『MANPA』枠で放送） （同時期にケーブルネット・J:COM『アニおび』枠でも放送） - 文豪ストレイドッグス（第3シーズン）□ - コップクラフト□ （関西圏ではKBS京都で放送） - 本好きの下剋上 司書になるためには手段を選んでいられません（第1期）□ （関西圏ではABCテレビ『アニサタ』枠で放送。無料BS局では『アニメギルド』枠で放送）                                                               |
| 2020年 | - 魔術士オーフェンはぐれ旅■ （その他のBS局では『アニメギルド』枠で放送） - プリンセスコネクト!Re:Dive（Season 1）□ （関西圏ではKBS京都・サンテレビで放送。ほか北海道・愛知・福岡・長崎でも放送） ※7～9月期は『アニメプライム』枠休止 - 禍つヴァールハイト -ZUERST-◇                                                                       | - 宝石商リチャード氏の謎鑑定■ - 本好きの下剋上 司書になるためには手段を選んでいられません（第2期）□ （関西圏では『アニサタ』枠で放送。無料BS局では『アニメギルド』枠で放送） ※7～9月期は『アニメプライム』枠休止 - 100万の命の上に俺は立っている（第1シーズン）□ （関西圏では『アニメイズム』後続枠で放送） |
| 2021年 | - 魔術士オーフェンはぐれ旅 キムラック編■ （その他のBS局では『アニメギルド』枠で放送） - うらみちお兄さん■ （関東圏ではテレビ東京で放送。アニマックスでも放送。関東圏以外の地上局では北海道テレビで放送） | - 文豪ストレイドッグス わん!◇ ※1～3月期は15分枠に縮小 - シャドーハウス（1st Season）□ （関西圏では『アニメシャワー』枠で、無料BS局では『ANIME+』枠・BS朝日『アニメA』枠で放送。ほか宮城・福島・群馬・栃木でも放送） - 100万の命の上に俺は立っている（第2シーズン）□ （関西圏では『アニメイズム』後続枠で放送） - ヴィジュアルプリズン□ （関西圏ではABCテレビ『ANiMAZiNG2!!!』枠で放送。ほか群馬・栃木・中京圏でも放送） |
| 2022年 | - プリンセスコネクト！Re:Dive Season 2□ （関西圏ではサンテレビ・KBS京都で放送。ほか北海道・福岡でも放送） | - 本好きの下剋上 司書になるためには手段を選んでいられません（第3期）□ （関西圏では『MANPA』枠で放送。無料BS局では『アニメギルド』枠で放送） - シャドーハウス 2nd Season□ （関西圏では『アニメシャワー』枠で、無料BS局では『ANIME+』枠・『アニメA』枠で放送。ほか福島・群馬・栃木でも放送） - 悪役令嬢なのでラスボスを飼ってみました□ （関西圏では『アニメシャワー』枠で、無料BS局ではBS-TBSで放送）                     |
| 2023年 | | - 文豪ストレイドッグス（第4シーズン）□ - 魔術士オーフェンはぐれ旅 アーバンラマ編■ （その他のBS局では『アニメギルド』枠で放送） - 火狩りの王 - 魔術士オーフェンはぐれ旅 聖域編■ （その他のBS局では『アニメギルド』枠で放送） - 文豪ストレイドッグス（第5シーズン）□ |

## その他
- キャンディジェーンの不思議なドロップス

1993年6月20日 - 1994年3月27日放送。全39話。

エピソードリスト
1. Episode 1（1993年6月20日）
2. Episode 2（1993年6月27日）
3. Episode 3（1993年7月4日）
4. Episode 4（1993年7月11日）
5. Episode 5（1993年7月18日）
6. Episode 6（1993年7月25日）
7. Episode 7（1993年8月1日）
8. Episode 8（1993年8月8日）
9. Episode 9（1993年8月15日）
10. Episode 10（1993年8月22日）
11. Episode 11（1993年8月29日）
12. Episode 12（1993年9月5日）
13. Episode 13（1993年9月12日）
14. Episode 14（1993年9月19日）
15. Episode 15（1993年9月26日）
16. Episode 16（1993年10月3日）
17. Episode 17（1993年10月10日）
18. Episode 18（1993年10月17日）
19. Episode 19（1993年10月24日）
20. Episode 20（1993年10月31日）
21. Episode 21（1993年11月7日）
22. Episode 22（1993年11月14日）
23. Episode 23（1993年11月21日）
24. Episode 24（1993年11月28日）
25. Episode 25（1993年12月5日）
26. Episode 26（1993年12月12日）
27. Episode 27（1993年12月19日）
28. Episode 28（1994年1月9日）
29. Episode 29（1994年1月16日）
30. Episode 30（1994年1月23日）
31. Episode 31（1994年1月30日）
32. Episode 32（1994年2月6日）
33. Episode 33（1994年2月13日）
34. Episode 34（1994年2月20日）
35. Episode 35（1994年2月27日）
36. Episode 36（1994年3月6日）
37. Episode 37（1994年3月13日）
38. Episode 38（1994年3月20日）
39. Episode 39（1994年3月27日）

- アーシャ

1994年1月9日 - 1月30日放送。全4話。

エピソードリスト
1. Episode 1（1994年1月9日）
2. Episode 2（1994年1月16日）
3. Episode 3（1994年1月23日）
4. Episode 4（1994年1月30日）

- 森のサーカス

1994年2月13日 - 3月6日放送。全4話。

エピソードリスト
1. 3Dワールド（1994年2月13日）
2. トン!トン!トッくん（1994年2月20日）
3. HELLO（1994年2月27日）
4. アインとムーイ（1994年3月6日）

- インコ男爵の館

1994年4月10日 - 5月1日放送。全4話。

エピソードリスト
1. Episode 1（1994年4月10日）
2. Episode 2（1994年4月17日）
3. Episode 3（1994年4月24日）
4. Episode 4（1994年5月1日）

- ミッドナイト・トリッパーズ

1994年5月8日 - 6月5日放送。全4話。

エピソードリスト
1. Episode 1（1994年5月8日）
2. Episode 2（1994年5月15日）
3. Episode 3（1994年5月22日）
4. Episode 4（1994年6月5日）

- トンチーズ

1994年6月12日 - 7月3日放送。全4話。

エピソードリスト
1. Episode 1（1994年6月12日）
2. Episode 2（1994年6月19日）
3. Episode 3（1994年6月26日）
4. Episode 4（1994年7月3日）

- ゼロの惑星

1994年7月10日 - 12月25日放送。全25話。

エピソードリスト
1. Episode 1（1994年7月10日）
2. Episode 2（1994年7月17日）
3. Episode 3（1994年7月24日）
4. Episode 4（1994年7月31日）
5. Episode 5（1994年8月7日）
6. Episode 6（1994年8月14日）
7. Episode 7（1994年8月21日）
8. Episode 8（1994年8月28日）
9. Episode 9（1994年9月4日）
10. Episode 10（1994年9月11日）
11. Episode 11（1994年9月18日）
12. Episode 12（1994年9月25日）
13. Episode 13（1994年10月2日）
14. Episode 14（1994年10月9日）
15. Episode 15（1994年10月16日）
16. Episode 16（1994年10月23日）
17. Episode 17（1994年10月30日）
18. Episode 18（1994年11月6日）
19. Episode 19（1994年11月13日）
20. Episode 20（1994年11月20日）
21. Episode 21（1994年11月27日）
22. Episode 22（1994年12月10日）
23. Episode 23（1994年12月10日）
24. Episode 24（1994年12月10日）
25. Episode 25（1994年12月10日）

- キャンディジェーンのランデブー

1995年1月8日 - 3月26日放送。全12話。
- お茶の水博士の「20世紀の贈りもの」

1999年12月20日 - 12月24日放送。全5話。

エピソードリスト
1. 大空へ、そして宇宙へ（1999年12月20日）
2. 必要は発明の母（1999年12月21日）
3. 時代が生んだ人々（1999年12月22日）
4. 夢の国際配達人①（1999年12月23日）
5. 夢の国際配達人②（1999年12月24日）

## 海外アニメ

### ディズニー作品
- ダックテイル
- テイルスピン
- チップとデールの大作戦
- ミッキーとドナルド
- ダックにおまかせ ダークウィング・ダック
- パパはグーフィー
- リトル・マーメイド
- アラジン※再放送時は『アラジンの大冒険』に改題
- 101匹わんちゃん
- ミッキーマウス・ワークス
- リロ・アンド・スティッチ ザ・シリーズ

### その他の海外作品
- デニス・ザ・メネス※再放送時は『わんぱくデニス』に改題
- ぞうのババール
- ガーフィールド
- キャプテン・ドリーム - 1992年5月11日 - 7月27日（第13話まで放送[10]） イギリスCITVで放送されたCaptain Zed and the Zee Zone（英語）の日本語吹替版。主人公のキャプテンゼッドCVは大塚明夫
- ザ・シンプソンズ□（FOXチャンネル・FOXスポーツに移行）
- サウスパーク※
- SPAWN スポーン The Animated Series
- スティーブン・スピルバーグのトゥーンシルバニア
- ゴジラ ザ・シリーズ
- ぽこよ POCOYO
- アフロサムライ◎
- 魔道祖師 (原語オリジナル版）

## 子供向け作品

### 2006年
- 和・和・和 ワッピちゃん
- 魔法食堂チャラポンタン
- モッタイナイナイ ムッピといっしょ